# Ann Törnkvist
Ann Törnkvist, född 1981, är en svensk journalist.
Törnkvist skrev boken Följ fucking order: liv och död i skuggan av Södertäljemaffian. Under slutet av arbetet med boken mottog hon dödshot från företrädare för Södertäljenätverket och Brombergs förlag valde då att dra tillbaka utgivningen, vilket senare kom att uppmärksammas även internationellt. Boken gavs istället ut av förlaget Mondial.